# Dôn
Dôn [doːn] ist in der keltischen Mythologie von Wales die Stammmutter einer großen Genealogie. Ihre irische Entsprechung ist die Göttin Danu. Der Name leitet sich vom protokeltischen Wort *dānu („fließendes Wasser“) ab.

## Mythologie und Etymologie
Dôn tritt zwar in den Vier Zweigen des Mabinogi nicht persönlich auf, jedoch sind viele handelnde Personen direkt mit ihr verwandt. Sie ist die Schwester von Math fab Mathonwy und somit die Schwägerin von Goewin. Ihre Kinder sind Gwydyon, Gilfaethwy, Arianrhod, Gofannon und Amaethon. Ihre Enkel sind Dylan Eil Ton und Llew Llaw Gyffes, die Söhne der Arianrhod.
Llys Dôn (kymrisch: „Das Haus/der Hof der Dôn“) ist der traditionelle walisische Name für das Sternbild Cassiopeia. Zur weiteren Etymologie und zu Verbindungen mit einigen Flussnamen siehe unter Danu.